# SN 1992bd
SN 1992bd是一颗爆发于NGC 1097的超新星。